# Barnabé Brisson (matematico)
Barnabé Brisson (Lione, 1777 – Nevers, 1828) è stato un matematico francese.
Fu allievo di Gaspard Monge, dal quale dedusse un teorema sulla prospettiva. Fu introduttore di nuovi metodi di rilievo topografico e fu più volte chiamato a presiedere la costruzione di opere pubbliche.